# J.M. Coetzee
John Maxwell Coetzee [kut'si:], eller J.M. Coetzee, ursprungligen John Michael Coetzee, född 9 februari 1940 i Kapstaden, är en sydafrikansk författare, översättare och litteraturkritiker, numera bosatt i Australien. Han mottog Nobelpriset i litteratur år 2003 med Svenska Akademiens prismotivering att han "i talrika förklädnader framställer utanförskapets överrumplande delaktighet".

## Uppväxt
Coetzee föddes i Kapstaden. Fadern var advokat och modern lärare. Släkten härstammar från tidiga nederländska bosättare från 1600-talet. Coetzee tillbringade sin uppväxt dels i Kapstaden, dels i Worcester i Västra Kapprovinsen, vilket beskrivs i hans delvis självbiografiska roman Pojkår (1997). Hans collegestudier bedrevs vid en katolsk skola i Kapstadsförorten Rondebosch, och senare studerade han matematik och engelska vid Kapstadens universitet (UCT). Coetzee avlade grundexamen i engelska 1960 och i matematik 1961.

## Akademisk och litterär karriär
Under det tidiga 1960-talet flyttade Coetzee till London, där han arbetade för IBM som programmerare. År 1963 blev han Bachelor of Science vid Kapstadens universitet. Erfarenheter från denna tid beskrivs i Ungdomsår (2002), hans andra självbiografiska roman.
Coetzee blev filosofie doktor i lingvistik vid universitetet i Austin, Texas, där hans avhandling byggde på datorbaserad stilanalys av Samuel Becketts arbeten. Efter att han lämnat Texas studerade han engelska och litteratur vid universitetet i Buffalo i New York fram till 1971. Detta år sökte Coetzee permanent uppehållstillstånd i USA, men fick avslag på grund av sin tidigare inblandning i protester mot Vietnamkriget. Han återvände till Sydafrika och blev lektor i engelsk litteratur vid universitetet i Kapstaden. Coetzee pensionerades 2002 och flyttade till Adelaide i Australien. Han var professor i Committee on Social Thought vid Chicagos universitet till 2003. Utöver sina romaner har han publicerat essäer, litteraturkritik och översättningar från nederländska och afrikaans.

## Litterära motiv och genreöverskridande
Ett motiv som återkommer i Coetzees skönlitterära böcker är hur det omänskliga sydafrikanska apartheidsystemet skapar och befäster sociala och mentala mönster hos människorna. Varianter på detta tema finns i bland annat I hjärtat av landet, Onåd och Järnålder. En annan form av människoförakt speglar Coetzee i debutromanen Skymningsmarker där Vietnamkriget är ett av ämnena.
I Djurens liv är temat djurens rätt och Coetzee låter här sin romanfigur Elizabeth Costello jämföra människans brott mot djurens rättigheter med Hitlertysklands brott mot mänskligheten i förintelselägren under andra världskriget. Jämförelsen diskuteras och protesteras av en annan romanfigur, Abraham Stern. Coetzees skönlitterära text, som upptar hälften av boken, kommenteras av ett antal verksamma forskare: filosofen Amy Gutmann, religionsvetaren Wendy Doniger, etologen Barbara Smuts, litteraturvetaren Marjorie Garber och moralfilosofen Peter Singer. Djurens liv recenserades av Matts Lindberg för BTJ nr 2 2001: "Detta är en lysande bok, som vibrerar av patos, som med filosofisk och etisk skarpsynthet och stringens presenterar såväl argument för som mot en utökad djurrätt. En förträfflig introduktion till dessa komplicerade frågor är det dessutom." I den nästkommande boken, Elizabeth Costello, finns även detta motiv aktuellt, men här dominerar ett annat tema, nämligen om författarskapets djupare innebörd och författarens ansvar i sitt skrivande.
Coetzee rör sig mellan olika genrer; förutom romaner skriver han även kritik och essäer. Hans skönlitterära böcker är dock inte alltid lätta att genrebestämma. Romanerna Pojkår och Ungdomsår är lätt förklädda självbiografier medan en "roman" som Djurens liv innehåller två längre föreläsningar om djurrätt med en sammanhållande ramberättelse om föreläsaren. Dessutom består andra halvan av boken av kommentarer till innehållet, skrivna av forskare inom olika områden som litteraturvetaren Marjorie Garber och filosofen Peter Singer.

## Priser och utmärkelser
Ett antal litterära utmärkelser har under åren tilldelats Coetzee, bland annat det brittiska James Tait Black Memorial (1980) för I väntan på barbarerna, det franska Prix Femina Étranger (1985) och tre gånger det sydafrikanska CNA Literary Award. Han blev den förste att belönas med bookerpriset vid två tillfällen, dels för Historien om Michael K. (1983), dels för Disgrace, 1999 (Onåd, 2000). Nobelpriset i litteratur tilldelades Coetzee år 2003. Därmed blev han den fjärde afrikan som fått nobelpriset och den andre från Sydafrika, den tidigare var Nadine Gordimer som fick priset 1991.

## Personlighet och privatliv
Coetzee är känd som tillbakadragen och hämtade exempelvis inte ut sina två Booker-pris personligen. Han har beskrivits som en person med mycket självdisciplin som inte röker, dricker eller äter kött. Han tar långa cykelturer och sitter i sin skrivarverkstad varje morgon sju dagar i veckan. En arbetskollega som känt honom i mer än tio år har bara sett honom skratta en gång.
Coetzee gifte sig 1963 och skilde sig 1980. I äktenskapet fick han en dotter och en son. Sonens död i en olycka vid 23 års ålder bearbetas i romanen Mästaren från Sankt Petersburg.
Den 6 mars 2006 blev Coetzee australisk medborgare.

### Skönlitteratur
Brombergs har utgivit följande:
- Skymningsmarker, översättning Thomas Preis 2004 (Dusklands, 1974)
- I hjärtat av landet, översättning Thomas Preis 2004 (In the Heart of the Country, 1977)
- I väntan på barbarerna, översättning Thomas Preis 1982 (Waiting for the Barbarians, 1980)
- Historien om Michael K., översättning Thomas Preis 1984 (Life and Time of Michael K., 1983)
- Mr Foe, översättning Thomas Preis 1989 (Foe, 1986)
- Järnålder, översättning Thomas Preis 1990 (Age of Iron, 1990)
- Mästaren från Sankt Petersburg, översättning Thomas Preis 1995 (The Master of Petersburg, 1994)
- Pojkår, översättning Thomas Preis 2001 (Boyhood: Scenes From Provincial Life, 1997)
- Onåd, översättning Thomas Preis 2000 (Disgrace, 1999)
- Ungdomsår, översättning Thomas Preis 2002 (Youth: Scenes From Provincial Life II, 2002)
- Elizabeth Costello, översättning Thomas Preis 2003 (Elizabeth Costello, 2003)
- Den långsamme, översättning Thomas Preis 2005 (Slow Man, 2005) (under 2012 libretto för operan Slow Man)
- Ett dåligt år, översättning Ulla Danielsson 2007 (Diary of a Bad Year, 2007)
- Jesus barndom, översättning Ulla Danielsson 2013 (The Childhood of Jesus, 2013)

### Samverkan
Under 2012 skrev Coetzee librettot för operan  Slow Man  av Nicholas Lens, baserad på hans roman Den långsamme. Operan fick sin världspremiär den 5 juli 2012 på Malta Festival, Grand Theatre, Poznań.
Nya Doxa har utgivit:
- Djurens liv, översättning Lisa Gålmark 2001 (The Lives of Animals, 1999)
- Främmande stränder, översättning Jim Jakobsson 2004 (Essäer i urval)

### Essäer och fakta
- White Writing: On the Culture of Letters in South Africa, 1988
- Doubling the Point: Essays and Interviews, 1992
- Giving Offense: Essays on Censorship, 1997
- Stranger Shores: Literary Essays 1986-1999, 2002
- Inner Workings: Literary Essays 2000-2005, 2007

### Översättningar och introduktioner
- Landscape with Rowers: Poetry from the Netherlands, översatt och med introduktion av J. M. Coetzee, 2004
- Introduktion till Robinson Crusoe av Daniel Defoe (Oxford World's Classics)
- Introduktion till Brighton Rock av Graham Greene (Penguin Classics)

### Fotnoter
1. ↑  CONOR.Sl, CONOR.SI-ID: 7767907.[källa från Wikidata]
2. ↑  Coetzee, J. M. Arkiverad 7 mars 2012 hämtat från the Wayback Machine., Postcolonial Studies @ Emory
3. ↑  Roszak, Joanna (Juli 2012). "And We Break Down Ourselves" Arkiverad 23 september 2015 hämtat från the Wayback Machine. Bi-Weekly, Polish National Audiovisual Institute
4. ↑  Derkaczew, Joanna (11 juli 2012). "'Slow Man' - Coetzee w operze. Jak gaśnie człowiek". Gazeta Wyborcza.
5. ↑  Books Live South Africa .
6. ↑  Willem De Vries, South Africa, Boekenbrug .
7. ↑  Uitgeverij Cossee .
8. ↑  JM Coetzee NL  Arkiverad 13 december 2014 hämtat från the Wayback Machine..
9. ↑  Lepszy Poznan Publikacje .
10. ↑  The Ordinary Man, Dorota Semenowicz (Empik) .